# 京都桂病院
京都桂病院（きょうとかつらびょういん）は、京都府京都市西京区にある民間病院。地域がん診療連携拠点病院、がんゲノム医療連携病院、地域医療支援病院、地域周産期母子医療センターなどに指定されている。

## 沿革
- 1937年（昭和12年）11月10日 - 開院。

## 診療科
- 一般内科
- 血液内科
- 神経内科
- 糖尿病・内分泌内科
- 腎臓内科
- 膠原病・リウマチ科
- 心臓血管内科
- 心臓血管外科
- 消化器内科
- 外科
- 乳腺科
- 呼吸器内科
- 呼吸器外科
- 整形外科
- 形成外科
- 泌尿器科
- 産婦人科
- 眼科
- 耳鼻咽喉科
- 脳神経外科
- 皮膚科
- 小児科
- 緩和ケア科
- 精神科
- リハビリテーション科
- 放射線科
- 麻酔科
- 腫瘍内科

## 交通アクセス
- 阪急電鉄京都線桂駅から徒歩約20分。
- 京都市営バス・京阪京都交通バス千代原口バス停で下車、徒歩約10分。